# Juraj Kledrowetz
Juraj Kledrowetz (* 6. Juli 1970 in Liptovský Mikuláš, Tschechoslowakei) ist ein slowakischer Eishockeyspieler, der seit 2011 beim MHk 32 Liptovský Mikuláš in der slowakischen Extraliga unter Vertrag steht.

## Karriere
Juraj Kledrowetz begann seine Karriere als Eishockeyspieler in seiner Heimatstadt beim MHk 32 Liptovský Mikuláš, für den er von 1993 bis 1995 in der Extraliga aktiv war. Anschließend wechselte er zu deren Ligarivalen HC Košice, mit dem er in der Saison 1995/96 erstmals Slowakischer Meister wurde. Diesen Erfolg konnte der Verteidiger drei Jahre später mit seiner Mannschaft wiederholen. Nach zwei Jahren beim HK ŠKP Poprad kehrte der Rechtsschütze 2001 zum HC Košice zurück, mit dem er in der Saison 2008/09 zum dritten Mal in seiner Laufbahn die slowakische Meisterschaft gewann.
Im Januar 2010 wurde er vom HC Košice aus disziplinarischen Gründen entlassen und kurze Zeit später von seinem Ex-Club, dem HK Poprad, unter Vertrag genommen. Zur Saison 2011/12 kehrte er zu seinem Heimatverein MHk 32 Liptovský Mikuláš zurück. 

### International
Für die Slowakei nahm Kledrowetz an der C1-Weltmeisterschaft 1994 teil, bei der er mit seiner Mannschaft den Aufstieg in die B-Weltmeisterschaft erreichte. 

## Erfolge und Auszeichnungen
- 1994 Aufstieg in die B-Weltmeisterschaft bei der C1-Weltmeisterschaft
- 1996 Slowakischer Meister mit dem HC Košice
- 1999 Slowakischer Meister mit dem HC Košice
- 2003 Extraliga All-Star Team
- 2009 Slowakischer Meister mit dem HC Košice